# Claude Bonnefond (sculpteur)
 (avril 2023).
Pour les articles homonymes, voir Claude Bonnefond et Bonnefond (homonymie).
Claude Bonnefond est un sculpteur français de style Art nouveau né le 28 mars 1868 à Mâcon et mort le 1er février 1936 à Argentan.
Il est le frère aîné du sculpteur Henri Bonnefond (1879-1933).
Il expose au Salon des artistes français de 1892 et 1893. En 1894 il travaille à Lunéville pour Keller et Guérin et participe à l'exposition d'art décoratif de Nancy.
Vers 1900 il s'installe à Argentan et y résidera jusqu'à sa mort en 1936.
Il est enterré au cimetière d'Argentan.
Il réalise de petites statues, des vases, des garnitures de cheminées et des candélabres, surtout en étain.